# Limiti di Atterberg
In geotecnica, i limiti di Atterberg indicano il valore limite del contenuto di acqua per il quale si registra una transizione dello stato fisico del terreno.
In particolare si possono distinguere quattro possibili stati fisici in funzione della consistenza, in ordine crescente del contenuto di acqua essi sono: 
- solido
- semi-solido
- plastico
- liquido

Il valore limite che corrisponde ad una transizione da solido a semi-solido è detto limite di ritiro, gli altri due valori in ordine sono il limite di plasticità e il limite di liquidità.
La determinazione del valore del limite è fatta valutando un provino indisturbato di terreno essiccato gradualmente, in una serie di sequenze, al termine di ogni sequenza viene misurato il contenuto d'acqua rimasta nel provino.
La preparazione del campione deve essere eseguita in modo accurato, seguendo le seguenti procedure:
A) Il materiale viene posto in un recipiente di ceramica/marmo per disgregare gli eventuali granuli con un pestello di gomma, frantumando i grumi senza schiacciare i grani;
B) Il materiale viene posto ad essiccare in stufa a temperatura non maggiore di 50 °C per 24 ore, quindi si setaccia il materiale con un setaccio ASTM nº 40 (0,420 mm), la prova si esegue esclusivamente sulla parte passante; 
C) Il passante (almeno 400 g) viene umidificato con acqua distillata e mescolato bene, l'umidità da conferire è quella appena sufficiente a consentire la lavorazione con una spatola. Si lascia riposare il campione per almeno 12 ore per consentire una buona omogeneizzazione;
D) Il campione viene quartato per essere utilizzato, dopo l'aggiunta di differenti percentuali di acqua, per la determinazione del Limite allo stato Liquido della terra (Wl) mediante l'Apparecchiatura di Casagrande (Cucchiaio di Casagrande)

## Limite di ritiro
Il limite di ritiro è il valore del contenuto massimo in acqua al di sotto del quale una diminuzione di questo valore non produce una riduzione di volume del terreno in esame.
Si utilizzano tre coppette di metallo, di volume noto, le quali vengono riempite con il campione di terreno e si pesano: otteniamo così il "peso umido". Si lasciano asciugare per qualche ora all'aria esterna, fino a che il terreno non cambia colore, dopodiché si mettono in un essiccatore, per 24 ore a 105 °C. Si pesano e si ottiene il "peso secco". Il volume finale del campione si determina con l'ausilio di un volumometro a mercurio (Hg), ossia depositando il campione in un recipiente graduato di volume noto e versandovi dentro un determinato quantitativo del metallo liquido fino ad avere una risalita apprezzabile dello stesso. La differenza tra il volume misurato sul recipiente e del mercurio versatovi darà come risultato il volume del campione di terra.
Il limite di ritiro {\displaystyle w_{R}} sarà quindi:
w_R = Tenore d'acqua - [(Volume iniziale - Volume finale) / peso specifico del campione] * 100
in cui il Tenore d'acqua è determinato in questo modo: [(Peso umido - Peso secco) / Peso secco] *100

## Limite di plasticità
Il limite di plasticità {\displaystyle w_{P}} rappresenta, per un terreno, il contenuto d'acqua in corrispondenza del quale il terreno inizia a perdere il suo comportamento plastico. Occorrono circa 15 g di terra, preparata precedentemente e mescolata con acqua, questi vengono ulteriormente rimescolati e si forma una pallina che si poggia sul piano di prova in vetro. Mediante una lieve compressione e rullatura con il palmo della mano si ottiene un bastoncino del diametro di 3 mm; in corrispondenza del limite di plasticità nel campione di terreno si formano delle fessure dovute al ritiro dello stesso, che causano la frammentazione del bastoncino in cilindretti più corti. Se il bastoncino di terra si rompe prima che tale diametro sia stato raggiunto occorre bagnare ulteriormente la terra e ripetere l'operazione; se invece si può scendere sotto i 3 mm di diametro, senza che il bastoncino si rompa in frammenti di 5–10 mm di lunghezza occorre ripetere l'operazione di rullatura fino a che il bastoncino, essiccandosi per effetto delle manipolazioni, si divida in cilindretti di queste dimensioni (5–10 mm). A questo punto si prelevano alcuni cilindretti, si mettono in una capsula in porcellana e si misura il loro contenuto d'acqua (espresso in percentuale). La prova deve essere ripetuta almeno tre volte, le tre determinazioni non devono differire tra loro oltre una unità percentuale. In caso contrario la prova va ripetuta scartando i valori precedentemente ottenuti. Il risultato sarà dato dalla media delle tre determinazioni, deve essere arrotondato all'unità. Tale valore è per definizione pari al Limite di Plasticità (Wp o LP).
In alcuni casi non è possibile modellare la terra in cilindretti del diametro stabilito, qualunque sia il contenuto in acqua; in tal caso il Limite dello stato plastico non è determinabile e la terra viene indicata come Non Plastica (NP), è il caso ad esempio di sabbie limose.

## Limite di liquidità

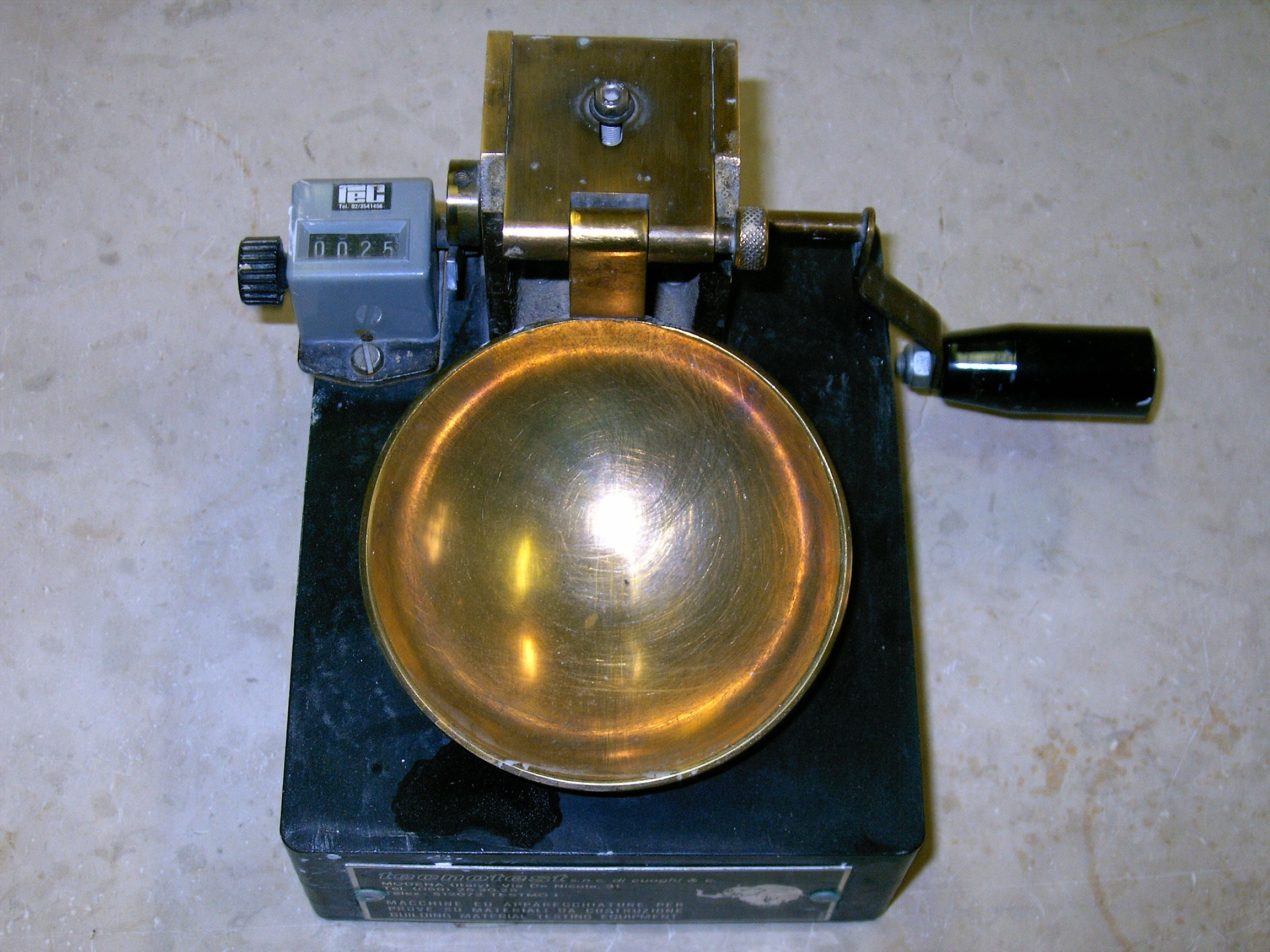
Il cucchiaio di Casagrande

Il limite di liquidità {\displaystyle w_{L}} si determina mediante il cucchiaio di Casagrande, una specie di scodellina che viene ripetutamente alzata e fatta cadere da un'altezza definita dalla normativa.
Posto il materiale sul cucchiaio, si effettua un solco al centro di esso, mediante un utensile solcatore standardizzato, in modo tale che il materiale venga diviso in due frazioni uguali. Si contano quindi i colpi necessari alle due parti di terreno per venire a contatto tra loro, per una lunghezza di almeno 13 mm; pesando il provino prima e dopo l'essiccazione in forno si ricava il suo contenuto d'acqua.
Si ripete questa procedura tre volte variando il contenuto d'acqua. Riportando i 3 punti così ottenuti su un diagramma semi-logaritmico contenuto d'acqua-logaritmo del numero dei colpi e, tracciando la retta che meglio li approssima, si ricava il contenuto d'acqua corrispondente alla chiusura del solco in 25 colpi, che è definito limite liquido (espresso in percentuale).